# Guillermo Gómez Rivera
Guillermo Gómez Rivera (Iloílo, Filipinas, 12 de septiembre de 1936) es un artista polifacético, profesor y escritor en diversos géneros, periodista, narrador, dramaturgo, historiador y lingüista filipino en lengua española. Director de la Academia Filipina, correspondiente de la RAE, y apasionado hispanista. Es asimismo folclorista y profesor de danza española, considerado maestro del baile flamenco en Filipinas. Es escritor también en bisaya (lenguas bisayas).
Lo más relevante de la producción literaria de Gómez Rivera es su obra en prosa ensayística y narrativa. Fue autor de teatro en su primera etapa literaria. Sus poesías, actualmente compiladas en libro, en español y bisaya, responden al intercambio amistoso y familiar en Filipinas propio de personas cultas y amantes del arte popular.
Se le considera un intelectual de carácter nacional y beligerante en virtud de sus ideas en defensa de la lengua española y de la aportación hispánica a la cultura filipina. En general es considerado imprescindible punto de referencia y una personalidad de primer rango en lo que se refiere a la cultura filipina contemporánea e hispanofilipina en particular.
Gómez Rivera es artífice de una importante recuperación histórica, de conocimiento de numerosos hechos del pasado reciente de su país, en reparación de las importantes fracturas culturales sufridas. Es el caso del incipiente pero notable y exitoso cine filipino en español producido durante la década de 1930, con películas como Secreto de Confesión.

## Biografía
Nacido en Iloílo, en septiembre de 1936, cursó estudios en la Universidad de San Agustín de su ciudad ciudad natal, donde obtuvo el grado de Licenciado en Ciencias de Comercio y Educación. Posteriormente siguió los estudios del grado de "Bachelor of Arts", en el Colegio de San Juan de Letrán.
Ha sido catedrático de Lengua Española en la Universidad de Adamson, hasta 2001, y secretario del Comité Nacional de Lenguas de la Convención Constitucional Filipina (1971-1973), durante la presidencia de Ferdinand Marcos, organismo en el que sus ideas acerca de la oficialidad del tagalo y el español fueron tomadas en importante consideración.
Es sobrino nieto de Guillermo Gómez Windham, escritor filipino de lengua española, primer ganador del Premio Zóbel en 1922.
En los círculos hispanofilipinos es reconocido como "el don Quijote Filipino", por su trabajo en favor de la difusión de todo lo relativo a la herencia cultural española en el archipiélago.

## Periodismo
Su carrera como periodista comienza con la publicación, dirigida a los profesores de lengua española, El Maestro, durante la década de 1960. También durante esa época fue responsable de la emisión del programa de radio de la emisora DZRH La Voz Hispanofilipina. Participó en el programa de televisión Alas Singko y Medya ("A las cinco y media") del canal ABS-CBN.
Fue director del periódico Nueva Era, una de las escasas publicaciones en lengua española que subsistieron en Filipinas tras la pérdida de toda oficialidad de este idioma.

## Literatura, historia y cultura
Obtuvo el Premio Zobel en 1975 por su obra de teatro El caserón, publicada al año siguiente. Previamente había alcanzado la segunda posición en el Premio Manuel Bernabé, por un ensayo sobre el valor histórico y nacional del español en Filipinas. Desde entonces ha actuado en numerosas ocasiones como maestro de ceremonias de los Premios Zobel.
En 1960 realizó una investigación sobre la canción filipina cantada en español, logrando recopilar un corpus notable de piezas. Tras darlas a conocer en su programa de radio, en 1962 grabó un disco con doce de ellas, acompañado de una rondalla, titulado Nostalgia filipina. Fue un notable éxito y los 1000 ejemplares pronto se agotaron.
Entre sus obras se encuentra Por los fueros filipinos, notable pieza teatral que explora la explotación de los filipinos por parte norteamericana a comienzos del siglo XX.
En 2013 redactó el que quizás es su más importante alegato en favor de la cultura hispanofilipina: La falencia filipina y la ruina de la expresión.
En 2015 recibió el I Premio José Rizal de las Letras Filipinas, otorgado en España al escritor, profesor de español, periodista y folclorista Guillermo Gómez Rivera por su obra Quis ut Deus (publicada en Manila, 2015) como representación del conjunto de su trayectoria como filipinista e hispanista.

## Obras principales

### Narrativa
- Quis ut Deus, o el Teniente Guimô, el brujo revolucionario de Yloílo,[14] Manila, The Herald Press, 2015 (novela).
- Vetusta Rúa (2020), Barcelona, Editorial Hispano-Árabe, 2020 (relatos).

### Ensayo
- La falencia filipina y la ruina de la expresión (2013). (Publicado en sección "Filipinismo", de Biblioteca Humanismoeuropa.org)
- Presidentes de Filipinas (2016) (Compilado en Obra dispersa).
- The Filipino State And Other Essays: Is Rodrigo Duterte the Savior of the Filipino People? (2018);[15]

### Teatro
- El Caserón (La Fortaleza Escondida). Comedia Filipina en Tres Actos (1978), (Reedición, 2008)[16]
- Por los fueros filipinos (no editada).

### Música (discografía)
- Pascuas en Manila (1967).
- Nostalgia Filipina. Antología del folclore filipino de los siglos XVIII y XIX (2007).
- El collar de Sampaguitas y Zamboanga Hermosa (2009).

### Compilaciones, poesía y otras
- Obra dispersa (2016) (Ed. de Isaac Donoso, en Revista Filipina, 2016)
- Humabon. El Sabio Rajá (tebeo o novelita gráfica) (Compilado en Revista Filipina, 2016, 3,1, págs. 323-356).
- Con címbalos de caña (2011) (Poemas compilados en Colección Oriente; Ed. Moreno Mejías, Sevilla;[17] reeditado en 2016 por Editorial Hispano-Árabe).
- La nueva Babilonia (2018), (Poemas compilados en Colección Oriente, Editorial Hispano-Árabe).

## Reconocimiento: Premios
- Príncipe de la Poesía Hilligaynon (Ylonga) Bisaya.
- 1973. Medalla Plus Ultra de Filipinas.
- 1975. Premio Zobel: El Caserón[2]
- 2015. I Premio José Rizal de las Letras Filipinas: Quis ut Deus.
- 2020. I Premio Antonio Abad: Vetusta Rúa.